# Драматический театр имени В. Савина
Государственный академический театр драмы им. В. Савина — Коми республиканский драматический театр.
22 ноября 1978 года постановлением Совета Министров Коми АССР Республиканскому драматическому театру было присвоено имя его основателя, Виктора Алексеевича Савина.
25 августа 1995 года решением комиссии Министерства культуры Российской Федерации Государственному театру драмы Республики Коми им. В. А. Савина присвоено звание Академического.

## История театра
Зачатки театральной культуры в республике Коми относятся уже к первой половине XIX века. А профессиональное театральное искусство коми зародилось в послереволюционное время. Первое театральное представление в Усть-Сысольске состоялось в 1819 году. Пьеса А. Я. Княжнина «Филаткина свадьба» была поставлена дочерью ссыльного петербургского чиновника О. Ф. Ишимова — Александрой Ишимовой, в дальнейшем ставшей известной детской писательницей.
В 1831 году усть-сысольский городничий по настоянию купцов и чиновников города обратился к губернатору Вологды с прошением о разрешении открыть любительский театр в одном из частных домов. Позже был отправлен для утверждения и список репертуара, в котором значилась 31 пьеса, в том числе 4 оперы и 3 пьесы для детей. Разрешение губернатора вскоре последовало. С тех пор любительские спектакли в Усть-Сысольске проходили ежегодно — в зимнее время, 2 раза в месяц. Собранные от спектаклей денежные средства шли на благотворительные цели. Артисты-любители, в основном это была интеллигенция города, выступали в театре безвозмездно. В прессе конца XIX — начала XX вв. встречаются имена исполнителей, в разное время игравших в любительских спектаклях: И. Меркушева, Е. Кичиной, Е. Никитиной, И. Дилакторского, З. Успасской, Н. В. Богословского.
Газета «Вологодские губернские ведомости» 11 февраля 1900:

Посещение спектаклей доступно здесь (в Усть-Сысольске) большой частью интеллигентной публике; между тем, народных развлечений совсем нет. Это обстоятельство побудило любителей в виде опыта поставить спектакль для народа («Не в свои сани не садись» А. Н. Островского) — по удешевлённым ценам. Первый опыт народного спектакля показал, что зырянская молодежь весьма сочувственно относится к театральным увеселениям…
Первый спектакль на коми языке на усть-сысольской сцене был поставлен в мае 1917 года по пьесе Н. В. Гоголя «Женитьба» под руководством Н. В. Богословского. Перевод пьесы был коллективным.
После октябрьских событий 1917 года в Коми крае развернулась массовая художественная самодеятельность. Культурно-просветительные кружки возникали не только в Усть-Сысольске, но и во многих сёлах: Выльгорте, Корткеросе, Визинге, Пыелдино, Помоздино, Усть-Выми. Первые шаги в создании национальной драматургии и театра были сделаны В. А. Савиным в конце 1918 года, когда он написал свою первую пьесу на коми языке — мелодраму из народной жизни «Ыджыд мыж» (с коми-зыр. — «Большая вина»). Из представителей национальной интеллигенции В. А. Савин организовал труппу самодеятельных артистов, которая дала в 20-е годы целый ряд театрализованных представлений.
В начале 1921 года усилиями В. А. Савина в Усть-Сысольске была создана первая постоянно действующая коми театральная труппа «Сыкомтевчук» — Сыктывкарса коми театрын ворсысь чукор (с коми-зыр. — Усть-Сысольское коми театральное объединение).
В начале 1922 года самодеятельный театр «Сыкомтевчук», был зачислен в состав государственных театральных трупп. В 1929 году «Сыкомтевчук» прекратил своё существование в качестве самодеятельного театрального объединения. Назрела необходимость создания профессионального коми театра.
8 октября 1930 года — начал свою работу Коми инструктивно-передвижной показательный театр.
Во второй половине 1930-х драматический театр стал не только профессиональным, но и стационарным. В августе 1941 года театр пришлось закрыть, так как большинство мужчин ушли на фронт, но в 1947 года он вновь начал свою творческую деятельность и продолжал её до 1949 года
На всероссийском конкурсе драматургов, проходившем в 1949 году в Москве, пьеса Н. М. Дьяконова получила высокую оценку и была рекомендована к постановке в других театрах страны. Известный московский драматург А. Г. Глебов сделал авторизированный перевод комедии под названием «Свадьба с приданым».
В начале 1960-х театр возглавил Иван Иванович Аврамов.
В 1980 году Коми республиканский драматический театр был награждён орденом Дружбы народов.

## Современный театр
Отдавая дань уважения своему создателю, В. А. Савину, руководство и творческий коллектив театра возобновили фестиваль «Осенние коми вечера» (на коми-зыр. — «Арся коми рытъяс»; так в 1920-е назывались театрализованные вечера-посиделки).
В 2005 году 15 вчерашних школьников поехали учиться в Санкт-Петербургскую государственную академию театрального искусства. Руководителем курса был назначен режиссёр, заслуженный деятель искусств Республики Карелии, профессор А. Д. Андреев. Последние два семестра до выпуска 2010 года курс работал уже на базе Академического театра драмы им. В. Савина.
В феврале 2010 года в театр пришел новый директор, Михаил Николаевич Матвеев. Им была упорядочена работа всех служб и цехов театра, обеспечена гастрольная и выездная деятельность. Впервые за последние несколько десятков лет были осуществлены масштабные гастроли по северным городам и районам Республики Коми и за её пределами (Нарьян-Мар). Для привлечения дополнительных финансовых средств началась работа по участию в конкурсах на соискание грантов.
В 2011 года в рамках ФЦП «Культура России» (2006—2011) были получены гранты на проведение гастролей по реке Печоре и на постановку спектакля по пьесе Ф. Г. Лорка «Кровавая свадьба» на коми языке (на коми-зыр. — «Вирпаса кöлысь») в переводе Е. Козлова, получен и грант Общества М. А. Кастрена.
В 2012 году в рамках гранта Главы Республики Коми в области театральной и концертной деятельности осуществлены постановки спектаклей «Романтики» и «Всего ничего».
В 2013 году были получены гранты Министерства культуры России и главы Коми в области театральной и концертной деятельности на гастроли в Санкт-Петербурге.
В 2011 году в рамках подписанного театром договора о социальном партнерстве с ОАО «Монди СЛПК» была осуществлена постановка спектакля «Гамлет» по пьесе Шекспира.
В 2013 году состоялось подписание договора с группой компаний «Нобель Ойл» о ежегодном выделении средств (гранта) на обучение творческих и технических работников театра с целью повышения их квалификации и стажировки.
В репертуарной афише театра с 2010 года появилось более 20 новых названий. Для осуществления постановок приглашаются известные в России режиссёры: С. А. Мещангин, О. Л. Нагорничных, С. Н. Гришанин, Ю. П. Нестеров. Театр становится центром внимания жителей Сыктывкара, всякая его премьера — заметное событие в творческой жизни республики.
Начиная с 2011 года, в рамках празднования Дня государственности Республики Коми на сцене Театра драмы им. В. Савина осуществляются гастроли знаменитых питерских театров — Драматического театра «На Литейном», Театра Комедии им. Н. П. Акимова. Столичные спектакли с полноценными декорациями и актёрскими составами могут видеть жители Сыктывкара и близлежащих к нему районов.
В мае 2013 года с триумфом прошли гастроли Академического театра драмы им. В. Савина в Санкт-Петербурге, на подмостках театра «На Литейном». Спектакли, поставленные театром, «Гамлет» и «Всего ничего», имели аншлаги.

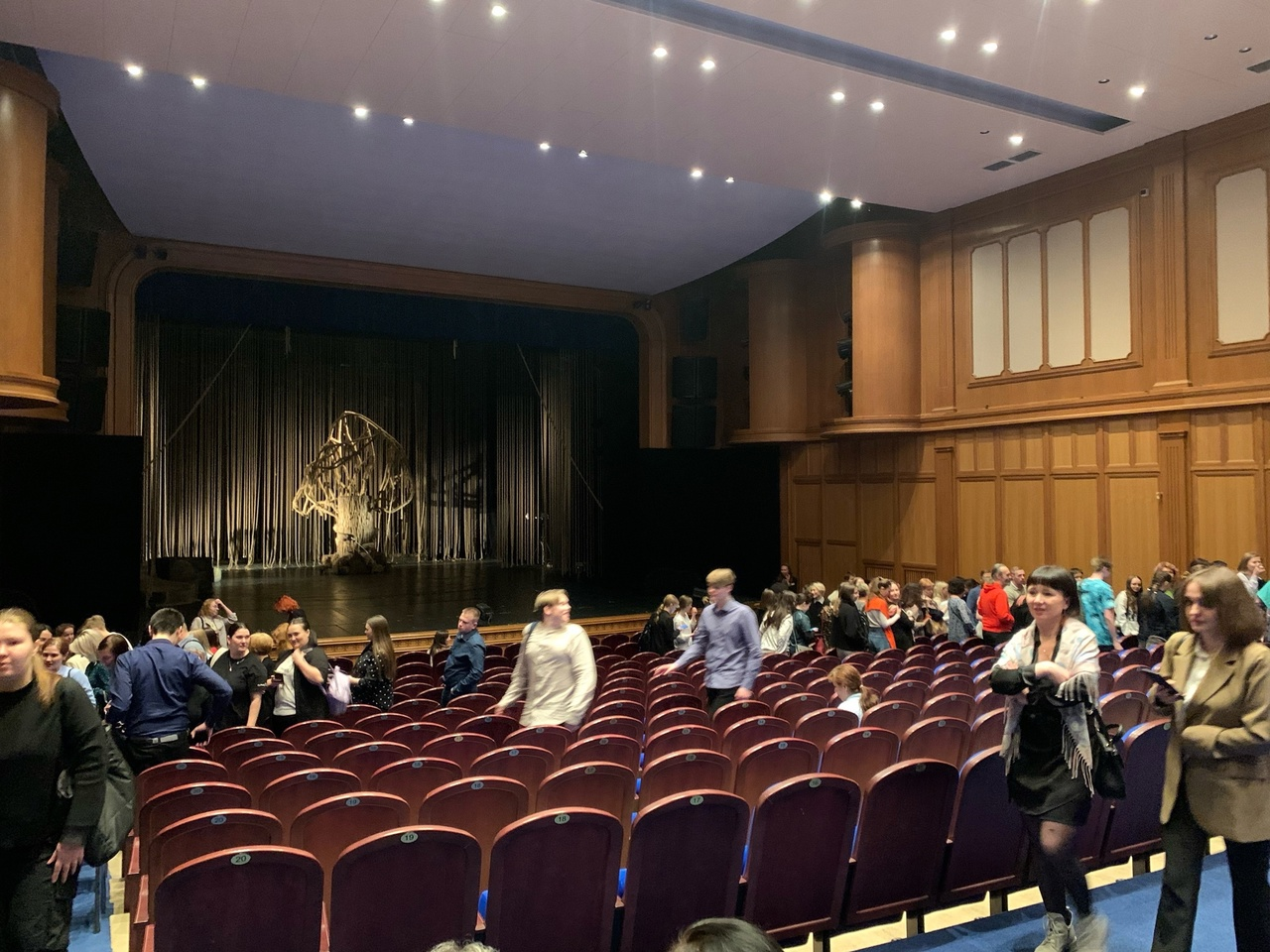
Зрительный зал театра

## Здание театра
Изначально местом представления были купеческие дома.
На рубеже XIX—XX веков центром театральной деятельности в Усть-Сысольске стал построенный в 1890-е годы народный дом, в котором имелся большой зал со сценой.
В августе 2009 года ко Дню государственности Республики Коми театр получил новое просторное, оснащённое здание, выстроенное на месте пришедшего в негодность старого.

## Труппа
В театре сложилась сильная труппа талантливых артистов. Ведущими актерами театра являются заслуженные артисты России Галина Микова, Виктор Градов, народные артисты Республики Коми Вера Габова, Валентина Дорофеева, Галина Мамонтова, заслуженные артисты Республики Коми Петр Коледенков, Михаил Липин, заслуженные работники Республики Коми Владимир Кузьмин, Игорь Янков, Ольга Носкова, Татьяна Темноева. Наряду с ними успешно работают молодые артисты — Татьяна Валяева, Андрей Третьяков, Денис Рассыхаев, Анна Софронова, Ольга Родович и другие.
Художественный руководитель театра — заслуженный работник культуры России Татьяна Вырыпаева.